# Văn phòng Tổng thống Nga
Văn phòng Tổng thống Liên bang Nga (còn được gọi là Ban tham mưu Tổng thống Liên bang Nga tiếng Nga: Администрация Президента Российской Федерации) là văn phòng điều hành của Tổng thống Nga được thành lập ngày 19/7/1991 dưới thời Boris Yeltsin với nhiệm vụ tham mưu và kiểm soát việc thực hiện các lệnh, quyết định của Tổng thống và Phó Tổng thống (chức vụ bị bãi bỏ năm 1993) Cộng hòa Xã hội chủ nghĩa Xô viết Liên bang Nga (sau là Liên bang Nga), là cơ quan có quyền thảo luận trực thuộc Tổng thống trong đó có Hội đồng An ninh.
Các nhân viên thuộc Văn phòng được bổ nhiệm trực tiếp bởi Tổng thống không cần phải được thông qua bởi bất cứ cơ quan chính phủ khác.

## Phái viên của Tổng thống

### Phái viên của Tổng thống tại Vùng liên bang
Vùng Liên bang là đơn vị hợp nhất của nhiều bang lại, mỗi vùng liên bang đều có một phái viên do Tổng thống chỉ định chịu trách nhiệm giám sát hoạt động và việc tuân thủ luật Liên bang của chính quyền các bang. Tổ chức được thành lập năm 2000.
Danh sách phái viên Tổng thống:
- Vùng liên bang Trung tâm
  - Alexander Beglov (23/5/2012-)
- Vùng liên bang Phía Nam
  - Vladimir Ustinov (12/5/2008-)
- Vùng liên bang Bắc Kavkaz
  - Sergey Melikov (12/5/2014-)
- Vùng liên bang Viễn Đông
  - Yury Trutnev (31/8/2011-)
- Vùng liên bang Tây Bắc
  - Nikolay Vinnichenko (6/9/2011-)
- Vùng liên bang Siberi
  - Nikolay Rogozhkin (12/5/2014-)
- Vùng liên bang Ural
  - Igor Kholmanskikh (18/5/2012-)
- Vùng liên bang Volga
  - Mikhail Babich (15/12/2011-)
- Vùng liên bang Krym
  - Oleg Belaventsev (3/2014-)

### Phái viên của Tổng thống tại Quốc hội
Phái viên tại Hội đồng Liên bang
- Alexander Kotenkov (5/4/2004-)

Đại diện tại Duma Quốc gia
- Alexander Kosopkin (5/4/2004-)

Đại diện tại Tòa án Hiến pháp Liên bang
- Mikhail Krotov (7/11/2005-)

## Danh sách Chánh Văn phòng Tổng thống
| #  | Chân dung | Chánh Văn phòng    | Năm                         | Tổng thống      |
| -- | --------- | ------------------ | --------------------------- | --------------- |
| 1  |           | Yury Petrov        | 8/1991 - 1/1993             | Boris Yeltsin   |
| 2  |           | Sergey Filatov     | 1/1993 - 1/1996             | Boris Yeltsin   |
| 3  |           | Nikolay Yegorov    | 15/1/1996 - 15/7/1996       | Boris Yeltsin   |
| 4  |           | Anatoly Chubais    | 15/7/1996 - 7/3/1997        | Boris Yeltsin   |
| 5  |           | Valentin Yumashev  | 11/3/1997 - 7/12/1998       | Boris Yeltsin   |
| 6  |           | Nikolai Bordyuzha  | 7/12/1998 - 19/3/1999       | Boris Yeltsin   |
| 7  |           | Alexander Voloshin | 19/3/1999 - 31/12/1999      | Boris Yeltsin   |
| 8  |           | Alexander Voloshin | 31/12/1999 - 30/10/2003     | Vladimir Putin  |
| 9  |           | Dmitry Medvedev    | 30/10/2003 - 14/11/2005     | Vladimir Putin  |
| 10 |           | Sergey Sobyanin    | 14/11/2005 — 7/5/2008       | Vladimir Putin  |
| 11 |           | Sergey Naryshkin   | 12/5/2008 - 15/12/2011      | Dmitry Medvedev |
| 12 |           | Vladislav Surkov   | 12/2011 (quyền)             | Dmitry Medvedev |
| 13 |           | Sergei Ivanov      | 22/12/2011 - 21/5/2012      | Dmitry Medvedev |
| 13 |           | Sergei Ivanov      | Tái bổ nhiệm ngày 21/5/2012 | Vladimir Putin  |